# Fissidens formosanus
Fissidens formosanus là một loài Rêu trong họ Fissidentaceae. Loài này được Nog. mô tả khoa học đầu tiên năm 1952.